# Nu Med
Albums de Balkan Beat Box
Balkan Beat Box
(2005) Blue Eyed Black Boy
(2010)
Nu Med est le second album du groupe new-yorkais Balkan Beat Box.

## Liste des morceaux
1. "Keep 'em Straight (intro)"
2. "Hermetico"
3. "Habibi min zaman"
4. "BBBeat"
5. "Digital Monkey"
6. "Balcasio"
7. "Pachima"
8. "Quand est-ce qu'on arrive ?"
9. "Mexico City"
10. "Delancey"
11. "Joro Boro"
12. "Gypsy Queens"
13. "$20 for Boban"
14. "Baharim (outro)"

## Musiciens invités
- Itamar Ziegler : basse, guitare, percussions
- Uri Kinrot : guitare
- Ben Handler : basse
- Jeremiah Lockwood : guitare
- Eyal Talmudi : saxophones
- Peter Hess : saxophones
- Dana Leong : trombone, trompette
- Ron Caswell : tuba
- Ismall Lumanovski : clarinette
- Ben Holmes : trompette, bugle
- Michael Nikolic : accordéon
- Lance Muncan : clavier
- Vinny Sau : violon, violon électrique
- Dunla : chant sur Habibi min zaman
- Gilber Gilmore : chant sur Pachima
- Dessislava Stefanova : chant sur Joro Boro